# NGC 85
NGC 85 (również PGC 1375) – galaktyka soczewkowata (S0), znajdująca się w gwiazdozbiorze Andromedy. Odkrył ją Ralph Copeland 15 listopada 1873 roku. Na niebie tuż obok niej widoczna jest galaktyka IC 1546, nazywana czasem NGC 85B.